# Ernst Otto Fischer

Unterschrift von Ernst Otto Fischer

Ernst Otto Fischer (* 10. November 1918 in Solln; † 23. Juli 2007 in München) war ein deutscher Chemiker. Er klärte 1952 die neuartige Struktur des ein Jahr zuvor entdeckten Ferrocens auf und synthetisierte einige Jahre später das Dibenzolchrom. Bis zu Fischers Entdeckung spielte die Chemie der Komplexe von Metallen mit Kohlenwasserstoffen nur eine untergeordnete Rolle. Die Veröffentlichungen über metallorganische Verbindungen beinhalteten bis dahin meist Arbeiten über Alkylverbindungen von Metallen der Hauptgruppen wie Kakodyl oder Grignard-Verbindungen sowie über Kohlenstoffmonoxid-Verbindungen der Nebengruppenmetalle, die Metallcarbonyle. Auch wenn koordinative Komplexe wie das Zeise-Salz schon lange bekannt waren, gelten Fischers Arbeiten als Meilenstein und Beginn der modernen Metallorganischen Chemie. Die Bedeutung der von Fischer untersuchten, vom Ferrocen abgeleiteten Stoffklasse zeigte sich auch in ihrem Umfang: 1991 waren über 80 % der damals bekannten metallorganischen Komplexe Cyclopentadienyl-Komplexe einschließlich des Ferrocens und seiner Derivate.
In den 1960er-Jahren entdeckte er eine allgemein anwendbare Methode zur Herstellung der damals völlig neuartigen stabilen Metall-Carbenkomplexe, die eine Metall-Kohlenstoff-Doppelbindung aufweisen und welche in der Literatur seither als Fischer-Carbene bezeichnet werden. In den 1970er-Jahren synthetisierte er die ersten Metall-Carbinkomplexe mit einer Dreifachbindung zwischen Kohlenstoff und dem Übergangsmetall.
Fischer erhielt zahlreiche Auszeichnungen und war Mitglied in vielen wissenschaftlichen Akademien. Gemeinsam mit Geoffrey Wilkinson erhielt er 1973 für die „bahnbrechenden, unabhängig voneinander durchgeführten Arbeiten über die Chemie der organometallischen Sandwich-Verbindungen“ den Nobelpreis für Chemie.
Als Nachfolger von Walter Hieber leitete er 21 Jahre den Lehrstuhl für Anorganische Chemie der Technischen Hochschule München. Aus seinem als Fischer-Schule bekannten Arbeitskreis gingen zahlreiche Industriechemiker sowie spätere Lehrstuhlinhaber hervor.

## Leben
Ernst Otto Fischer kam als drittes Kind von Karl Tobias Fischer, Professor der Physik an der Technischen Hochschule München, und Valentine Fischer, geborene Danzer, zur Welt. 1937 absolvierte er am humanistischen Theresien-Gymnasium München das Abitur. Danach leistete er seine Grundwehrpflicht ab und war im Zweiten Weltkrieg 1939 bis 1944 als Offizier in Polen, Frankreich und Russland eingesetzt. Während eines Studiumurlaubes im Wintersemester 1941/42 begann er, fasziniert von den Vorlesungen Walter Hiebers über Anorganische Chemie, statt wie geplant Kunstgeschichte, Chemie an der Technischen Hochschule München (heute Technische Universität München, TUM) zu studieren. In Russland während des Krieges verletzt, wurde er nach Kriegsende im Herbst 1945 aus US-amerikanischer Kriegsgefangenschaft entlassen. Nachdem er mit Kommilitonen das im Krieg zerstörte Institut in der Arcisstraße wieder nutzbar gemacht hatte, nahm Fischer sein Studium wieder auf.
1949 erhielt er sein Diplom mit Auszeichnung und wurde wissenschaftlicher Mitarbeiter bei Walter Hieber. 1952 wurde er bei Hieber in anorganischer Chemie mit der Arbeit Über den Mechanismus der Kohlenoxydreaktion von Nickel(II)- und Kobalt(II)-salzen bei Gegenwart von Dithionit und Sulfoxylat promoviert. Ihm lag schon ein Angebot zum Eintritt in ein großes Chemieunternehmen vor, als er Anfang 1952 durch einen Nature-Artikel auf die Entdeckung von Ferrocen aufmerksam wurde und mit der Arbeit darüber seinen Durchbruch als akademischer Wissenschaftler erzielte. Zwei Jahre später habilitierte er sich mit einer Schrift über Metallverbindungen des Cyclopentadiens und Indens an der TH München, wo er im Folgejahr zum Diätendozent ernannt wurde. 1956 war er zu einem mehrmonatigen Auslandsaufenthalt in den USA. 1957 wurde Fischer Extraordinarius an der Ludwig-Maximilians-Universität München (LMU). Nach Ablehnung eines Rufs an die Friedrich-Schiller-Universität Jena auf die Nachfolge von Franz Hein wurde er 1959 persönlicher Ordinarius an der LMU. Im folgenden Jahr lehnte er einen Ruf zum Professor für Anorganische Chemie an die Universität Marburg ab und folgte stattdessen 1964 seinem Lehrer Walter Hieber an der Technischen Hochschule München auf dem Lehrstuhl für Anorganische Chemie nach. Diese Position hatte Fischer bis zu seiner Emeritierung 1985 inne. Als sein Nachfolger wurde Wolfgang A. Herrmann (Universität Frankfurt am Main) berufen, der spätere Präsident der TU München. 1969 war er Firestone Lecturer an der University of Wisconsin, 1971 Gastprofessor an der University of Florida in Gainesville und erster Lecturer in Anorganischer Chemie der Pacific West Coast Sektion der American Chemical Society. 1973 war er Arthur D. Little Gastprofessor am Massachusetts Institute of Technology und Gastprofessor an der University of Rochester.
Ernst Otto Fischer war Mitbegründer (1964) und über Jahrzehnte Regionalherausgeber des international renommierten Fachjournals „Journal of Organometallic Chemistry“. Er engagierte sich langjährig im Hauptausschuss und Senat der Deutschen Forschungsgemeinschaft (DFG), im Deutschen Akademischen Austauschdienst (DAAD) und im Kuratorium des Deutschen Museums. Als Humanist und aufgrund seiner Erfahrungen in der Zeit des Nationalsozialismus stellte sich Fischer gegen eine Bevormundung der Forschung, aber auch gegen politische Extreme. Dabei trat auch häufig sein streitbarer, impulsiver Charakter hervor. So zitierte er während der Studentenunruhen 1968 in der Metallhydrid-Vorlesung zur „Teufelsaustreibung“ aus dem Buch Mein Kampf und der Mao-Bibel, beschwor die Studenten, sich auf die Wissenschaft als geistige Herausforderung zu konzentrieren und stellte sich extremistischen Studenten entschieden entgegen. In seinen Vorlesungen legte er nicht nur Wert auf anschauliche Experimente, sondern schlug auch Verbindungen zur Kultur- und Literaturgeschichte, denn er begriff Chemie als kulturelle Leistung.
Er stellte hohe Anforderungen an seine Schüler: sie sollten nach seiner Meinung weder rauchen noch heiraten. Er verstand zu begeistern und pflegte enge Verbindungen zu seinen Schülern, die er als seine Familie betrachtete. Er lud seine Mitarbeiter häufig nach Leutasch zum Skifahren ein.

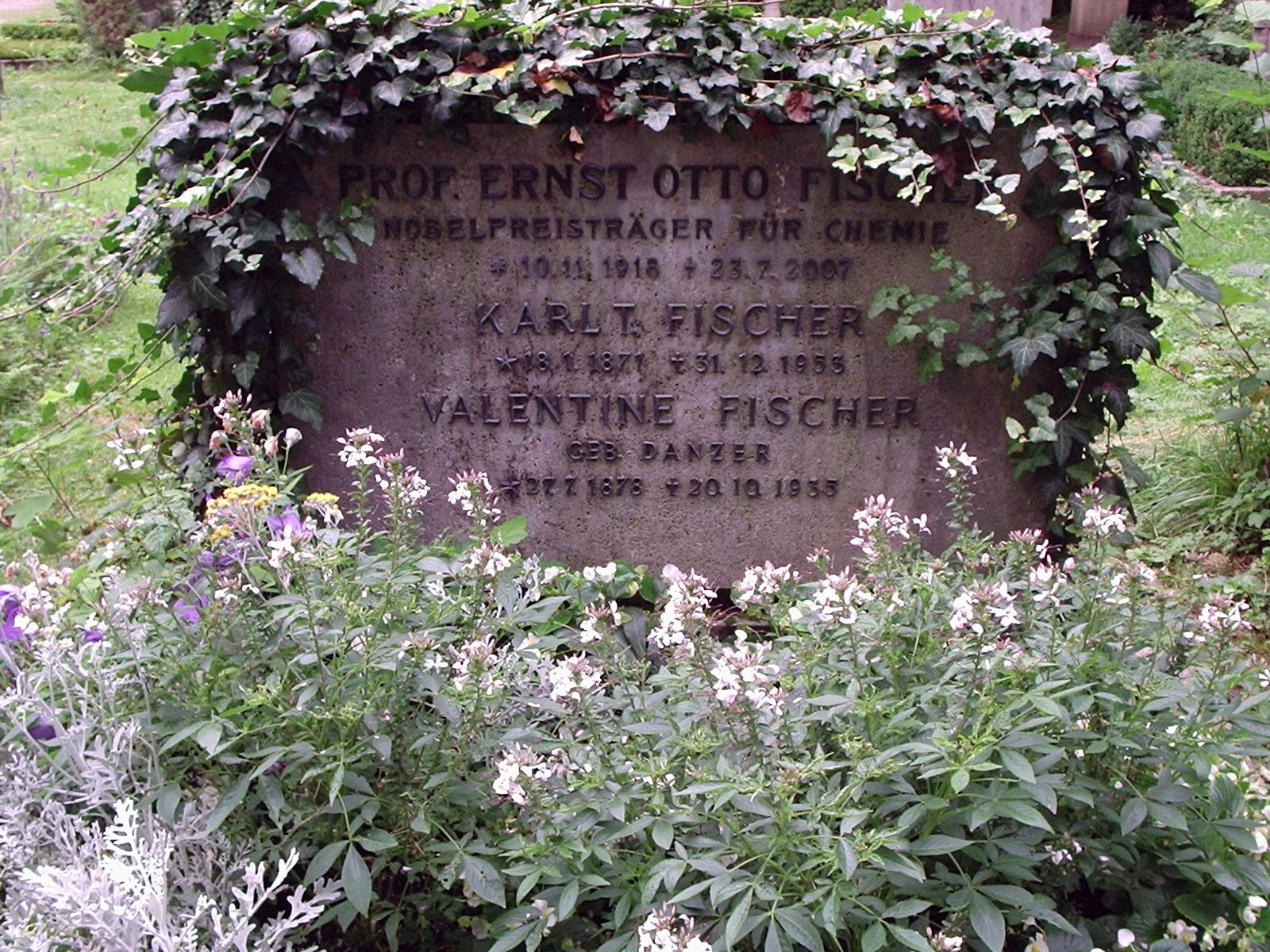
Grabstätte von Ernst Otto Fischer

Bis zu seinem Tod am 23. Juli 2007 im Alter von 88 Jahren war Fischer der älteste lebende deutsche Nobelpreisträger. Er wurde am 26. Juli 2007 auf dem Friedhof Solln im Familiengrab seiner Eltern beigesetzt.

## Wirken
In seiner akademischen Lehrzeit betreute er mehr als 200 Diplomanden, Doktoranden und Postdoktoranden. Viele Absolventen wurden auf Lehrstühle berufen oder erreichten bedeutende Führungspositionen in der chemischen Industrie. Darunter waren als Doktoranden u. a. die Professoren Henri Brunner, Karl Heinz Dötz, Alexander Filippou, H. Fischer (Konstanz), Heinz Peter Fritz (TUM), Rainer Dietrich Fischer (Hamburg), Max Herberhold, Gerhard E. Herberich, Gottfried Huttner, Cornelius Gerhard Kreiter, Jörn Müller, Ulrich Schubert, Arnd Vogler, Helmut Werner, als Postdoktoranden Dietmar Seyferth und Robert Angelici, sowie als Diplomand Wolfgang A. Herrmann, sein späterer Lehrstuhlnachfolger (1985-2015)  in München. Die „Fischer-Schule“ ist ein herausragendes Beispiel für die „akademische Schulenbildung“ als einer Kernaufgabe von Universitäten. Rund 450 Artikel zu metallorganischen Verbindungen wurden von Fischer im Laufe seines Forscherlebens veröffentlicht, davon mehr als 200 über Aromaten-Metall-Komplexe. Fischer konzentrierte sich mit seinen Mitarbeitern auf die Entdeckung immer neuer metallorganischer Verbindungen. Sein Interesse galt einzig der Grundlagenforschung, die Umsetzung der Ergebnisse in die Praxis interessierte ihn aber nicht.

### Sandwichkomplexe

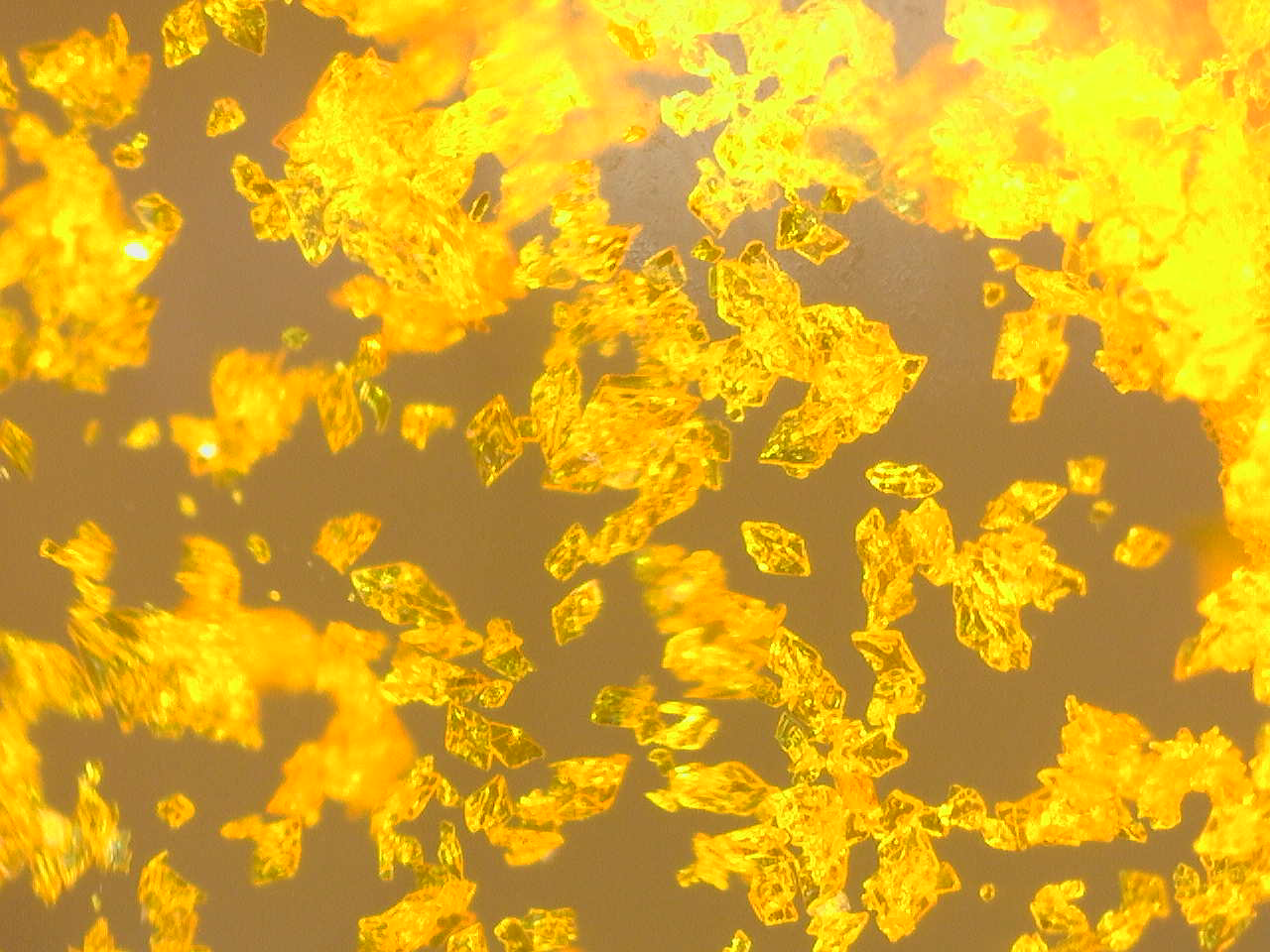
Nahaufnahme Ferrocenkristalle

Fischers erste bahnbrechende Forschungsarbeit war die Strukturbestimmung des Ferrocens, nachdem ihn sein Vater auf eine Veröffentlichung in der Zeitschrift Nature aufmerksam gemacht hatte. Ferrocen, eine chemisch und thermisch sehr stabile Verbindung, wurde 1951 durch zwei Forschergruppen (Tom J. Kealy und Peter L. Pauson an der Duquesne University, sowie Samuel A. Miller, John A. Tebboth und John F. Tremaine bei der British Oxygen Company) unabhängig voneinander entdeckt und beschrieben. Bereits kurz nach deren Veröffentlichungen postulierten 1952 Geoffrey Wilkinson und Robert B. Woodward an der Harvard University aufgrund der Infrarotdaten (nur eine C-H-Schwingung, d. h. nur eine Art von Kohlenstoff-Wasserstoff-Bindung im Cyclopentadienyl-Ring) und des gefundenen Diamagnetismus für die Substanz eine bis zu diesem Zeitpunkt unbekannte Sandwichstruktur. Auch Fischer zweifelte rasch an der durch die Entdecker angegebene Struktur mit einer Einfachbindung zwischen Eisen- und einem Kohlenstoffatom. Mittels Röntgen-Kristallstrukturanalyse konnte er zusammen mit Wolfgang Pfab (später bei BASF) in München, sowie – unabhängig davon – Philip Frank Eiland und Ray Pepinsky am Pennsylvania State College die Sandwichstruktur noch im Jahr 1952 bestätigen.
Diese neuartige Sandwichstruktur war so revolutionär, dass es erst durch die spätere Entwicklung der Molekülorbitaltheorie (MO-Theorie) möglich war, sowohl die Struktur als auch die Stabilität des Ferrocens in einem Modell zu erklären. Fast wie in einen sportlichen Wettstreit wurden in den beiden Arbeitsgruppen um Ernst Otto Fischer in München und Geoffrey Wilkinson in Harvard innerhalb der folgenden zwei Jahre ein Dutzend neuer Biscyclopentadienyl-Komplexe anderer Übergangsmetalle sowie deren Derivate synthetisiert. In den Forschungen zur metallorganischen Chemie stand er mit seinen Schülern auch später in „scharfer, zeitweise erbitterter“ Konkurrenz zu Geoffrey Wilkinson und dessen Gruppe. Mit Cobaltocen und Nickelocen stellte Fischer die Metallocene der Nachbarelemente dar. Ab 1954 folgte die Darstellung der sogenannten Halbsandwichkomplexe.

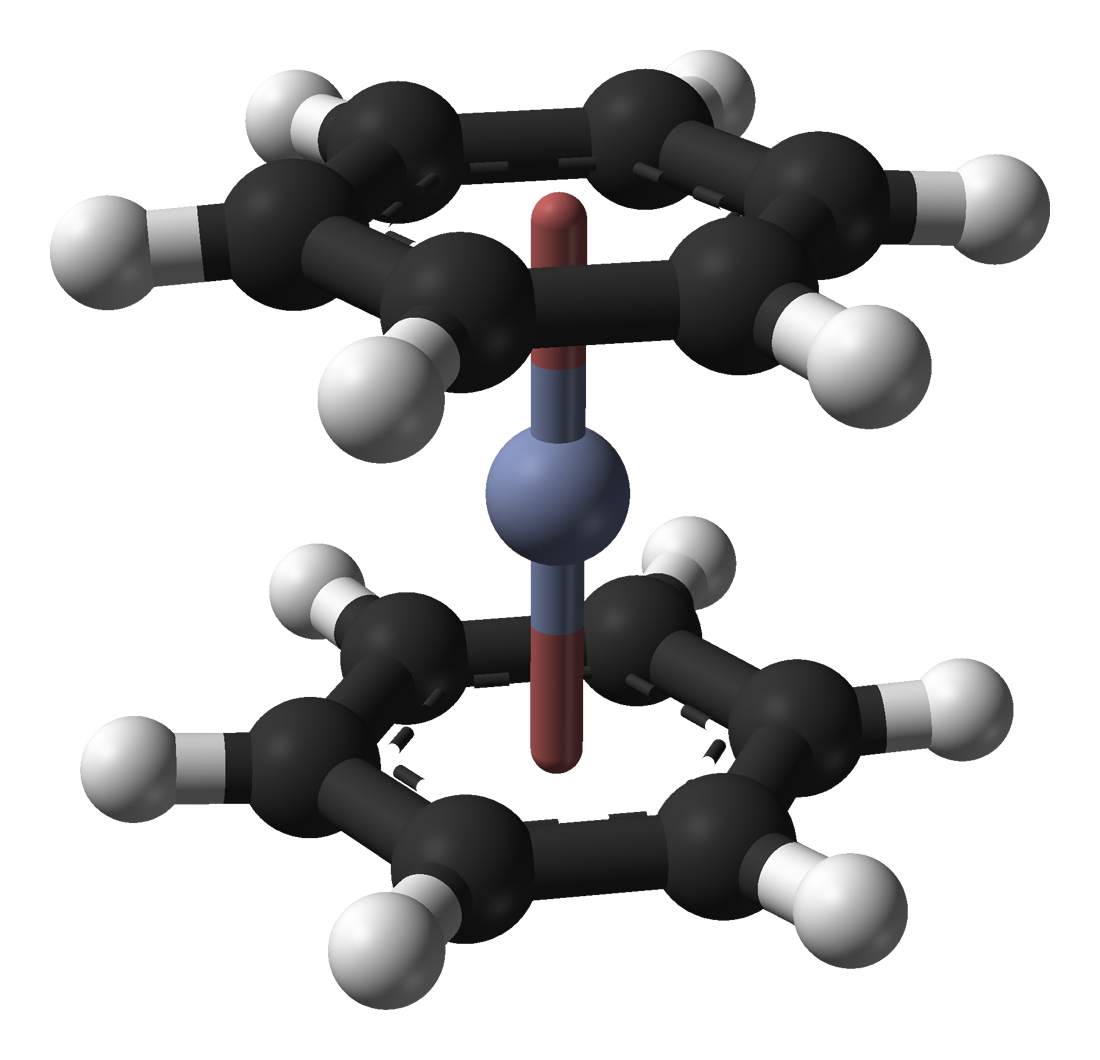
Dibenzolchrom

Die Grundlage für den späteren Nobelpreis legte Fischer 1955 gemeinsam mit seinen Doktoranden Walter Hafner und Erwin Weiss durch die Synthese und Strukturaufklärung des Dibenzolchroms, einer Substanz, deren Existenz Fischer allein aufgrund von theoretischen Betrachtungen postulierte. Durch diese Verbindung, in welcher formal zwei neutrale Benzolringe mit einem ungeladenen Chromatom verbunden sind, gelang Fischer der Nachweis, dass es sich bei den Sandwichkomplexen um eine neue Verbindungsklasse in der Metallorganischen Chemie handelt.
1973 erhielt Fischer zusammen mit Geoffrey Wilkinson (Imperial College London) den Nobelpreis für Chemie für ihre unabhängig voneinander durchgeführten Pionierarbeiten über die Chemie der sogenannten metallorganischen Sandwich-Verbindungen.

“… This is the most essential part of Fischer’s and Wilkinson’s work: the establishment of the new sandwich compound. They did not prepare the first sandwich but they were the first to grasp the odd nature of the compound and its conceptual importance. …”

„… Das ist der wesentliche Teil von Fischers und Wilkinsons Arbeit: Die Etablierung der neuen Sandwichverbindung. Sie haben den ersten Sandwich nicht hergestellt, aber sie waren die Ersten, die die ungewöhnliche Natur der Verbindung und deren konzeptionelle Bedeutung begriffen. …“

In der Laudatio bei der Vergabe des Nobelpreises sagte Ingvar Lindqvist zu Fischer zusätzlich auf Deutsch:

„Die Entdeckungen vollständig neuer Prinzipien der chemischen Bindung und Struktur sind immer große Augenblicke in der Geschichte der Chemie gewesen. Sie haben zu einer solchen Entdeckung in hervorragender Weise beigetragen. Ich überbringe Ihnen die wärmsten Glückwünsche der Königlichen Schwedischen Akademie der Wissenschaften.“

Durch die Pionierarbeit Ernst Otto Fischers und seiner Mitarbeiter veränderte sich das Bild von der chemischen Bindung in grundsätzlicher Weise. Angeregt durch seine vielbeachteten Forschungsarbeiten zur Chemie der Metall-Kohlenstoff-Bindung in ihren zahlreichen Varianten verbreitete sich die Metallorganische Chemie in praktisch alle Forschungslaboratorien der Welt. Die Sandwichverbindungen waren auch für verschiedene Anwendungen von großer Bedeutung, Fischer selbst kümmerte sich aber nicht darum, sondern konzentrierte sich auf Grundlagenforschung. Seinen Schülern Walter Hafner und Reinhard Jira gelang Ende der 1950er-Jahre mit der Entwicklung des Wacker-Hoechst-Verfahrens ein großer Wurf in der Anwendung der Metallorganischen Chemie in einem industriellen Prozess, was mit den Arbeiten von Karl Ziegler und anderen in den 1950er-Jahren zu einem großen Aufschwung der Metallorganischen Chemie beitrug.

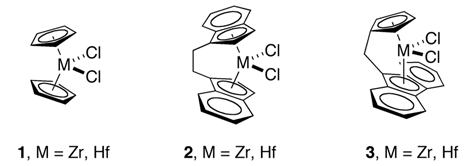
Metallocen-Typen für Polymerisationsreaktionen

Die wichtigste Anwendung für Sandwichkomplexe und deren Derivate ist heute der Einsatz als Polymerisationskatalysatoren zur Herstellung von Polyolefinen. 1980 entwickelten Hansjörg Sinn und Walter Kaminsky die katalytische Polymerisation von Ethylen und Propylen mit sogenannten Kaminsky-Katalysatoren, einer Mischung von Metallocendihalogeniden (Typ 1) mit Methylaluminoxan (MAO), welche eine sehr hohe Produktivität aufweisen. Ansa-Metallocene vom Typ 2 liefern Polypropylen mit streng isotaktischer Anordnung. Magnesocen und die Biscyclopentadienyl-Verbindungen von Calcium und Strontium können als Polymerisationskatalysator z. B. für Methacrylsäuremethylester (MMA) eingesetzt werden.

### Metallcarben- und -carbin-Komplexe (Fischer-Carbene)
Neben der Erforschung der Sandwichkomplexe leistete Fischer auch auf anderen Gebieten der Metallorganischen Chemie Pionierarbeit. Carbene der allgemeinen Struktur CX2 waren in der organischen Chemie als hochreaktive, kurzlebige Spezies, oft nur als Übergangsstufe postuliert, des zweiwertigen Kohlenstoffs bekannt. Erst in den 1960er Jahren konnten Carbene spektroskopisch nachgewiesen und charakterisiert werden.
Umso überraschender war es, dass Fischer 1964 zusammen mit Alfred Maasböl über die Synthese des ersten stabilen Vertreters der bis dahin unbekannten Verbindungsklasse der Metallcarbene, einem Metallkomplex mit Metall-Kohlenstoff-Doppelbindung berichten konnte. Komponenten dieses von Fischer entdeckten Verbindungstyps nennt man zu seinen Ehren heute Fischer-Carbene. Die Fischer-Carbene entwickelten sich zu wertvollen Synthese-Bausteinen für die organische Chemie, etwa in der Dötz-Reaktion.
Viele neue Metallkomplexe dieses Typs wurden nach Fischers Entdeckung synthetisiert. Fischer selbst publizierte zwischen 1964 und 1973 über 50 Arbeiten zu diesem Thema; andere Arbeitsgruppen wie die von Richard Royce Schrock, Michael Lappert und Josef Chatt griffen das Thema auf. 1975 stellte Schrock Carbenkomplexe von Niob und Tantal dar, welche gegenüber den Fischer-Carbenen eine deutlich höhere Reaktivität auszeichnen. Carben-Metallkomplexe werden heute als Katalysatoren in einer Reihe von großchemischen Prozessen, z. B. als Tebbe-Reagenz zur Methylenierung (Einführen einer Methylengruppe) von Ketonen und technisch insbesondere in der Olefinmetathese benutzt. Wolfgang A. Herrmann stellte den ersten Carbenkomplex mit einem verbrückenden Carben-Liganden dar und führte die N-heterocyclischen Carbene als hocheffiziente, strukturell vielfältig modifizierbare Steuerliganden in die Metallorganische Katalyse ein.
Im Jahr der Nobelpreisverleihung (1973) folgte mit seinem Doktoranden Gerhard Kreis die Entdeckung des ersten Metallcarbins, eines Metallkomplexes mit Metall-Kohlenstoff-Dreifachbindung. Diese Entdeckung führte später zum mechanistischen Verständnis wichtiger industrieller Katalyseprozesse, wie der Olefinmetathese.

## Ehrungen, Auszeichnungen, Mitgliedschaften
Ernst Otto Fischer erhielt im Laufe seines Lebens zahlreiche Ehrungen und Auszeichnungen.
- 1957:  Chemie-Preis der Akademie der Wissenschaften zu Göttingen (als erster Preisträger)[36]
- 1959: Alfred-Stock-Gedächtnispreis der Gesellschaft Deutscher Chemiker[37]
- 1964: Ordentliches Mitglied der mathematisch-naturwissenschaftlichen Klasse der Bayerischen Akademie der Wissenschaften[38]
- 1969: Mitglied der deutschen Akademie der Naturforscher Leopoldina zu Halle[39]
- 1972: Ehrendoktorwürde der Ludwig-Maximilians-Universität München[40][39]
- 1973: Nobelpreis für Chemie[41]
- 1974: Großes Verdienstkreuz mit Stern und Schulterband des Verdienstordens der Bundesrepublik Deutschland, Centenary Prize der Royal Society of Chemistry, Bayerischer Verdienstorden[5]
- 1975: Ehrendoktorwürde der University of Strathclyde (Glasgow)[42]
- 1976: Mitglied der American Chemical Society Centennial Foreign Fellow, korrespondierendes Mitglied der Österreichischen Akademie der Wissenschaften, auswärtiges Mitglied der Accademia Nazionale dei Lincei[39]
- 1977: Ehrendoktorwürde der Universität Erlangen/Nürnberg,[43] Korrespondierendes Mitglied der Akademie der Wissenschaften zu Göttingen, Foreign Honorary Member der American Academy of Arts and Sciences[44]
- 1978: Ehrenmitglied des Vereins Österreichischer Chemiker, Ehrenmitglied der Società Chimica Italiana[39]
- 1979: Honorary Fellow der Chemical Society England[39]
- 1981: Bayerischer Maximiliansorden für Wissenschaft und Kunst[45]
- 1983: Goldene Ehrenmünze der Landeshauptstadt München, Ehrendoktorwürde der Universität Veszprém[39]
- 1985: Ehrenmitglied der Gesellschaft Deutscher Chemiker (GDCh)[46]
- 1987: Korrespondierendes Mitglied der Rheinisch-Westfälischen Akademie der Wissenschaften[47]
- 1993: Goldene Ehrenmünze der Landeshauptstadt München[48]
- 1995: Bayerischer Poetentaler[49]
- 1998: Goldmedaille München leuchtet der Stadt München[39]

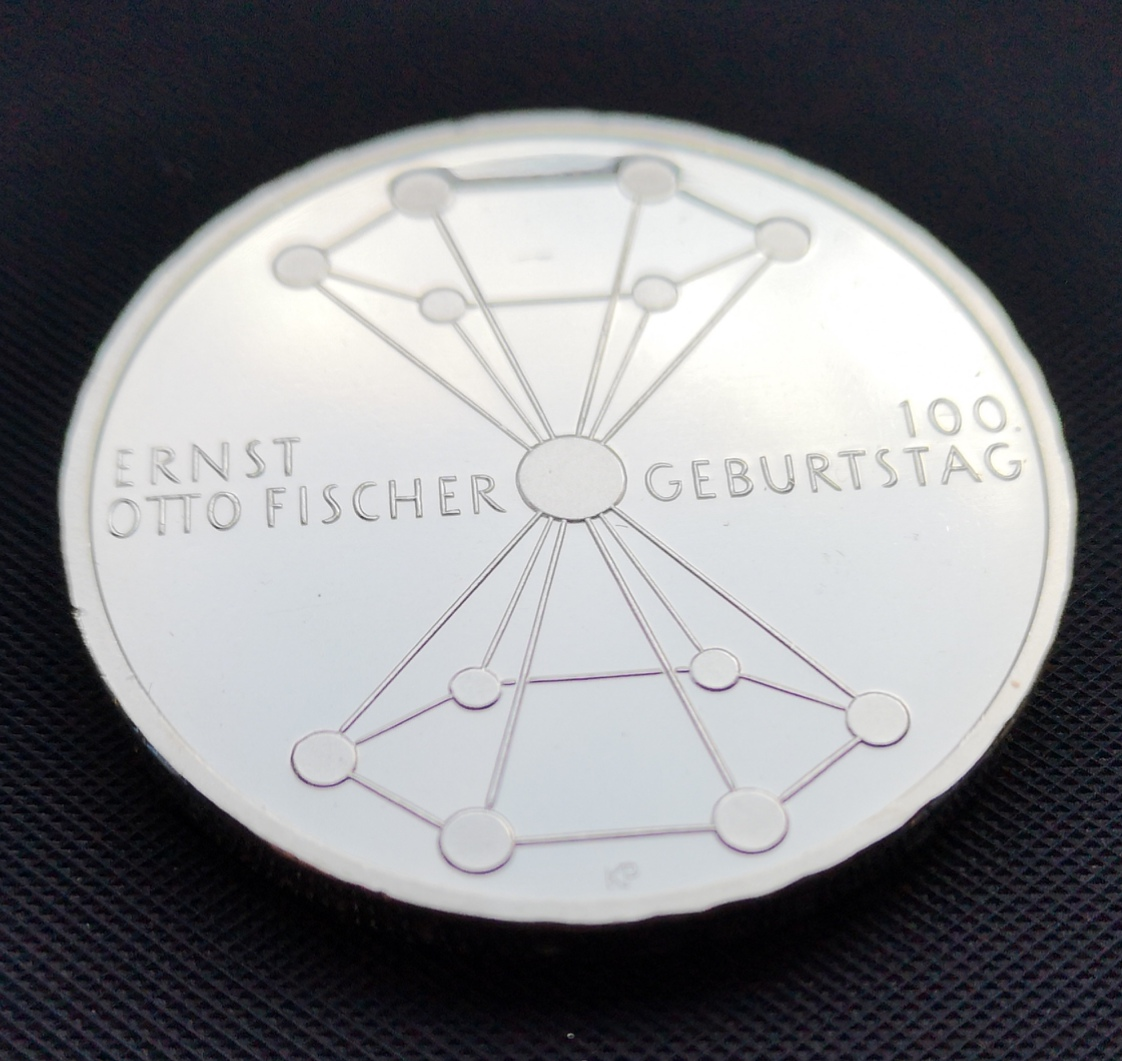
20-Euro-Gedenkmünze zum 100. Geburtstag von Ernst Otto Fischer

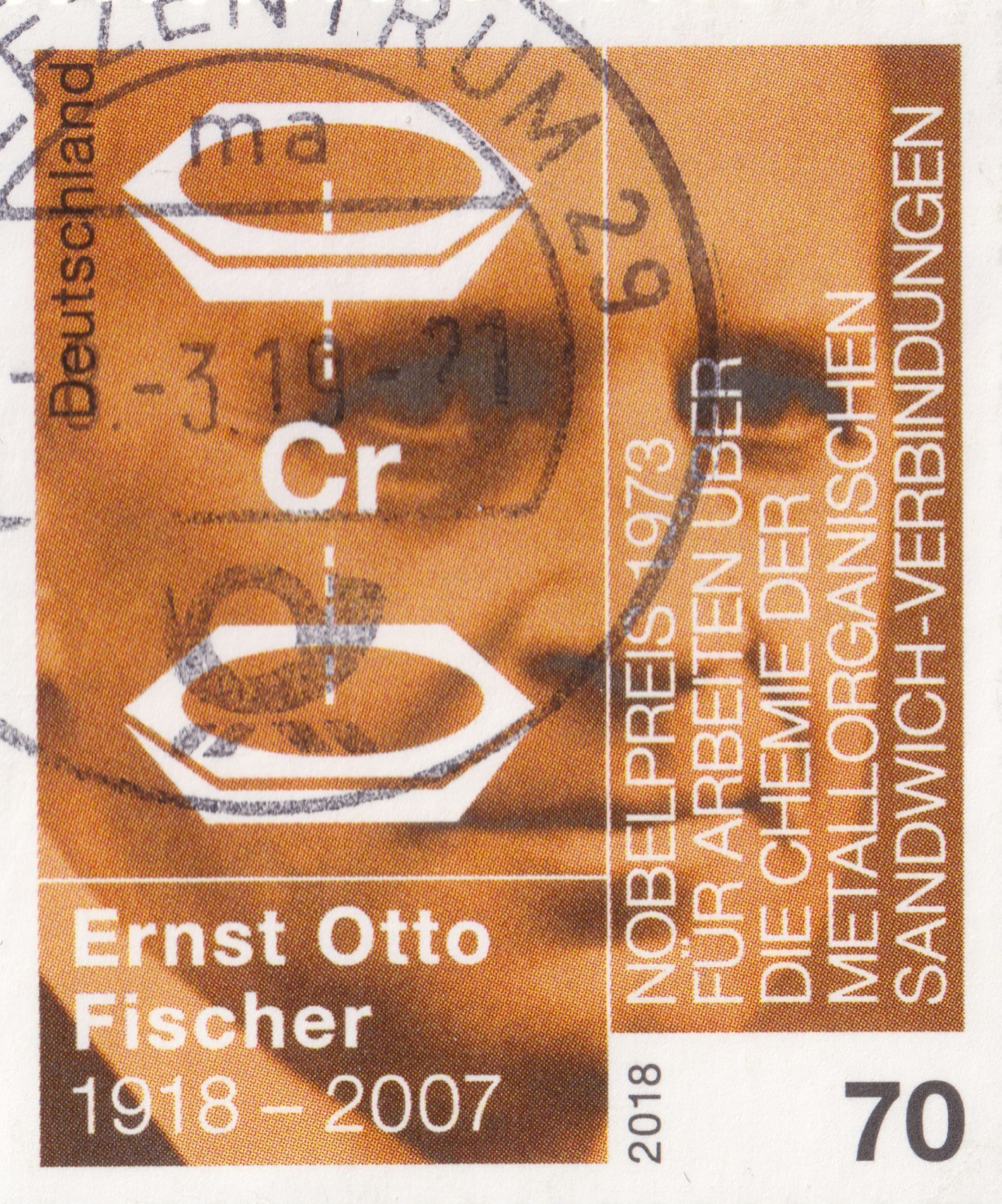
Briefmarke der Deutschen Post AG zum 100. Geburtstag von Ernst Otto Fischer

Die Technische Universität München führte 2010 den Ernst-Otto-Fischer-Lehrpreis als besondere Auszeichnung für exzellente Leistungen in der Lehre ein und benannte auf dem Forschungscampus Garching, seiner Wirkungsstätte, die „Ernst-Otto-Fischer-Straße“ nach ihm. Zu Ehren von Ernst Otto Fischer startete im Oktober 2012 am Aventinus-Gymnasium in Burghausen eine jährliche bayernweite Lehrerfortbildung, das „E.-O.-Fischer-Seminar“. Alle bayerischen Chemielehrkräfte haben die Möglichkeit, ein Wochenende lang Professorenvorträge der Technischen Universität München zu aktuellen Themen in der Chemie zu hören. Aus Anlass seines hundertsten Geburtstags brachte die Bundesrepublik Deutschland im Oktober 2018 eine 20-Euro-Gedenkmünze aus Sterling-Silber mit einem Modell des von Fischer entdeckten Dibenzolchroms und der Randschrift NATURWISSENSCHAFTEN SIND WEDER GUT NOCH BOESE heraus. Von der Deutschen Post AG wurde ebenfalls zum 100. Geburtstag ein Postwertzeichen im Nennwert von 70 Eurocent herausgegeben. Erstausgabetag war der 2. November 2018. Der Entwurf stammt vom Grafiker Thomas Meyer aus Berlin.

## Werke (Auswahl)
- mit W. Pfab: Cyclopentadien-Metallkomplexe, ein neuer Typ metallorganischer Verbindungen. In: Zeitschrift für Naturforschung B. 7, 1952, S. 377–379 (PDF, freier Volltext).
- mit W. Hafner: Di-benzol-chrom. Über Aromatenkomplexe von Metallen I. In: Zeitschrift für Naturforschung B. 10, 1955, S. 665–668 (PDF, freier Volltext).
- On the Road to Carbene and Carbyne Complexes. (PDF) In: Nobelprice.org. Abgerufen am 30. September 2018.
- mit Helmut Werner: Metall-π-Komplexe mit di- und oligoolefinischen Liganden. Verlag Chemie, Weinheim 1963, DNB 451277872.
- mit A. Maasböl: Zur Frage eines Wolfram-Carbonyl-Carben-Komplexes. In: Angewandte Chemie. Band 76, 1964, S. 645.
- mit Gerhard Kreis, Cornelius G. Kreiter, Jörn Müller, Gottfried Huttner, Hans Lorenz: trans-Halogeno-alkyl(aryl)carbin-tetracarbonyl-Komplexe von Chrom, Molybdän und Wolfram–Ein neuer Verbindungstyp mit Übergangsmetall-Kohlenstoff-Dreifachbindung. In: Angew. Chemie. Band 85, 1973, S. 618–620.